# Paratropus longespinulatus
Paratropus longespinulatus är en skalbaggsart som beskrevs av Vienna 1985. Paratropus longespinulatus ingår i släktet Paratropus och familjen stumpbaggar. Inga underarter finns listade i Catalogue of Life.